# 王一乾
王一乾（1542年—？），字元卿，號養初，江西吉安府泰和縣人，民籍，明朝政治人物。

## 生平
嘉靖四十三年（1564年）甲子科順天府鄉試第一百七名舉人。隆慶五年（1571年）中式辛未科三甲第一百八十名進士。吏部觀政，授萧山知县，萬曆五年（1577年）升刑部主事，七年养病。十一年复除本部，十三年升员外郎，升郎中，恤刑江北，十七年六月升广东副使，二十年九月升浙江右参政，二十二年丁憂歸。二十六年补云南左参政，二十七年九月升陕西按察使，三十一年三月升本省右布政使，三十四年八月升浙江左布政，三十六年五月升應天府尹，三十八年三月科道纠拾，回籍听用。

## 家族
曾祖王憼；祖父王語；父王如瓚，知府。母廖氏；前母劉氏。